# روبيرت ستيفنسون
روبرت ستيفنسون (بالإنجليزية: Robert Stephenson) (أكتوبر 1803 - 12 أكتوبر 1859) مصمم سكك حديدية ومهندس مدني إنجليزي. وهو الابن الوحيد لجورج ستيفنسون، «الذي كان يلقب بعراب السكك الحديدية»، اعتمد ستيفنسون على إنجازات والده. ولُقب بأعظم مهندس في القرن التاسع عشر.

## حياته
وُلد روبرت في ويلنجتون كواي، على ساحل نورثمبرلاند، ابن جورج ستيفنسون وزوجته، فرانسيس هندرسون. انتقلت العائلة إلى كيلينغورث، حيث درس في مدرسة القرية المحلية. التحق روبرت بأكاديمية بيرسي ستريت للطبقة المتوسطة في نيوكاسل وفي سن الخامسة عشر تدرب على يد مهندس المناجم نيكولاس وود. غادر روبرت قبل أن يكمل سنواته الثلاث لمساعدة والده في مسح سكة حديد ستوكتون ودارلينجتون. أمضى روبرت ستة أشهر في جامعة إدنبره قبل أن يعمل لمدة ثلاث سنوات كمهندس مناجم في كولومبيا. وعندما عاد كان والده يصمم سكة حديد ليفربول ومانشستر، حيث طوّر روبرت القاطرة البخارية روكيت والتي نجحت في تجارب رينهيل (في عام 1829). عُيّن كبير المهندسين في السكك الحديدية للندن وبرمنغهام (في عام 1833) براتب 1500 جنيه إسترليني سنويًا. بحلول عام 1850، شارك روبرت في إنشاء ثلث نظام السكك الحديدية في البلاد. حيث قام بتصميم جسر هاي ليفل وجسر رويال بوردر على الخط الرئيسي للساحل الشرقي. وتعاون مع إيتون هودجكنسون وويليام فيربيرن بتطوير جسر أنبوبي من الحديد المطاوع، مثل جسر بريتانيا في ويلز، وهو تصميم أعاد استخدامه لاحقًا لجسر فيكتوريا في مونتريال، حيث كان يصنف لسنوات طويلة كأطول جسر في العالم. وعمل أخيرًا في 160 لجنة تابعة ل 60 شركة، وأنشأ العديد من السكك الحديدية في بلدان مختلفة مثل بلجيكا، النرويج، مصر، وفرنسا.
(في عام 1829) تزوج روبرت من فرانسيس ساندرسون التي توفيت (في عام 1842)؛ لم يكن للزوجين أي أولاد ولم يتزوج مجددًا. (في عام 1847) انتُخب عضوًا في البرلمان بدلًا عن ويتبي، حيث شغل المنصب حتى وفاته. على الرغم من أن روبرت رفض وسام الفروسية البريطاني، إلا أنه كان مقلّدًا بوسام ليوبولد الفخري برتبة الفارس في بلجيكا، وفي فرنسا بوسام جوقة الشرف الوطني برتبة الفارس وفي النرويج بوسام القدّيس أولاف برتبة فارس الصليب الأعظم. (في عام 1849) انتُخب كعضو في الجمعية الملكية «إف آر إس». شغل منصب رئيس معهد المهندسين الميكانيكيين، ومعهد المهندسين المدنيين. كانت وفاة روبرت فاجعة على نطاق واسع، ومنحت الملكة فيكتوريا تصريحًا لموكب جنازته بالمرور عبر هايد بارك، وهو شرف كان مخصصًا في السابق للعائلة الملكية. ودفن في دير ويستمنستر.

## النشأة
ولد روبرت ستيفنسون في 16 أكتوبر (من عام 1803)، في ويلنجتون كواي، شرق نيوكاسل بجوار نهر تاين، لجورج ستيفنسون وفرانسيس (قبل الزواج هندرسون)، والمعروفة عادةً بفاني. كانت فرانسيس أكبر من جورج باثني عشر عامًا، وعندما التقيا كانت تعمل كخادمة في مكان إقامة جورج. بعد الزواج عاش جورج وفاني في غرفة علوية في بيت ريفي؛ عمل جورج كمسؤول المكابح بمحرك الرفع الثابت على رصيف الميناء، وفي وقت فراغه بتنظيف وإصلاح الساعات والأحذية. كانت فاني تعاني من مرض السلّ (المعروف في ذلك الوقت باسم الهزال التدريجي)، لذا توجب على جورج أن يعتني بابنه في المساء. تذكر روبرت في وقت لاحق كيف كان يجلس على ركبة والده اليسرى وذراعه اليمنى ملفوفة حوله أثناء مشاهدته وهو يعمل أو يقرأ الكتب؛ أوضح كاتب سيرته الذاتية جيفرسون أن هذا هو السبب في أن ذراع روبرت اليمنى كانت الأقوى. في خريف عام 1804 أصبح جورج مسؤول المكابح في منجم ويستمور وانتقلت العائلة إلى بيت ريفي من غرفتين في كيلينغورث. في 13 يوليو (من عام 1805) أنجبت فاني فتاة عاشت لمدة ثلاثة أسابيع فقط، تدهورت صحة فاني وتوفيت في 14 مايو (من عام 1806).
وظّف جورج مدبرة منزل لرعاية ابنه وذهب لمدة ثلاثة أشهر للإشراف على محرك واط البخاري في مونتروز، اسكتلندا. عاد ليجد أن مدبرة المنزل قد تزوجت من شقيقه روبرت. انتقل مع ابنه إلى منزله الريفي ووظف مدبرة منزل أخرى لفترة قصيرة قبل انتقال أخته إليانور. والمعروفة لروبرت باسم العمة نيللي، كانت إليانور مخطوبة لتتزوج قبيل سفرها إلى لندن للعمل في الخدمة المنزلية، ومع ذلك، أثناء عودتها تأخرت سفينتها بسبب الرياح لتصل وتجد خطيبها قد تزوج بالفعل. كانت إليانور تتردد إلى الكنيسة الميثودية المحلية، في حين جورج لم يكن يحضر إلى الكنيسة بانتظام، مفضلًا يوم الأحد للعمل على المشاكل الهندسية ومقابلة أصدقائه.
أُرسل روبرت لأول مرة إلى مدرسة قروية تبعد ميل واحد ونصف (2.4 كيلومتر) في لونغ بينتون، حيث درّسه توماس (تومي) روتر. وفي طريقه إلى المدرسة كان عليه أن يحمل المعاول معه إلى سميث في لونغ بنتون ليقوم بشحذها. تمت ترقية جورج (في عام 1812) ليصبح عمله بالمحركات البخارية الكبيرة في منجم كيلينغورث براتب 100 جنيه إسترليني سنويًا. صمّم أول قاطرة بخارية له، بلوشر، (في عام 1814) وكان يكسب في العام التالي 200 جنيه إسترليني سنويًا. تلقى جورج القليل من التعليم الرسمي لكنه كان مصممًا على أن يحصل ابنه على تعليم، لذلك أرسل روبرت البالغ من العمر 11 عامًا لتعليمه من قبل جون بروس في أكاديمية بيرسي ستريت في نيو كاسل. معظم الأطفال الذين ارتادوها كانوا من عائلات الطبقة المتوسطة، وأثناء فترة دراسته في الأكاديمية فقد روبرت معظم لهجته التي كسبها من نورثمبرلاند. في البداية كان روبرت يمشي مسافة عشرة أميال (16 كيلومتر)، لكنه كان عرضة للإصابة بالزكام؛ وخوفًا من مرض السل اشترى والده له حمارًا. أصبح روبرت عضوًا في جمعية نيوكاسل الأدبية الفلسفية واستعار كتبًا لنفسه ولأبيه لقراءتها. في المساء كان يعمل مع والده جورج على تصاميم المحركات البخارية. (في عام 1816)، قاموا سويةً بصناعة مزولة (وهي أداة توقيت نهاري)، والتي لاتزال قائمة فوق باب البيت الريفي.
بعد أن ترك المدرسة (في عام 1819)، تدرب روبرت على يد مهندس المناجم نيكولاس وود، الذي كان مديرًا لمنجم كيلينغورث. في العام التالي، تزوجت نيللي عمة روبرت، وتزوج والده جورج من إليزابيث هيندمارش. كان جورج يتودد إلى إليزابيث قبل أن يقابل فاني، لكن هذه العلاقة سرعان ما قُطعت من قِبل والد إليزابيث؛ كانت إليزابيث قد أقسمت في ذلك الوقت بأنها لن تتزوج من أي شخص أخر. نظرًا لأن روبرت كان يتدرب كان يعمل بجد وعاش حياته بشكل مقتصد، وكان غير قادر على تحمل كلفة شراء بوصلة للتعدين، فقام بصناعة واحدة حيث استخدمها لاحقًا في مسح جسر هاي ليفل في نيوكاسل. تعلم روبرت العزف على الناي، حيث كان يعزف عليه أثناء الفعاليات في كنيسة لوكال باريش.

## روابط خارجية
- روبيرت ستيفنسون على موقع الموسوعة البريطانية (الإنجليزية)
- روبيرت ستيفنسون على موقع إن إن دي بي (الإنجليزية)